# 克爾尼察
49°46′52″N 23°45′20″E / 49.78111°N 23.75556°E
克爾尼察（烏克蘭語：Керниця），是烏克蘭西部利維夫州的村落，由利維夫區霍羅多克市鎮所轄，始建於1463年，面積16.55平方公里，海拔高度281米，人口1,500，人口密度每平方公里69.79人。